# San Juan (Sucre)
Pour les articles homonymes, voir San Juan.
San Juan est l'une des sept paroisses civiles de la municipalité de Sucre dans l'État de Sucre au Venezuela. Sa capitale est San Juan.